# Бела Келемен
Бела Келемен (мађ. Kelemen Josephus Béla; Коложвар, 24. јануар 1886 — 19. април 1956), био је мађарски фудбалер и репрезентативац Мађарске.

## Каријера
Био је фудбалер МАК-а (Мађарски Атлетски Клуб) од 1905. године. Био је најбољи стрелац сезоне 1906/07 са 21 постигнутим голом у 14. утакмица. У наредне две сезоне са екипом је прво освојио треће место у првенству, а затим опет друго место.
Дана 7. маја 1911. године се појавио у репрезентацији и то у пријатељској утакмици против репрезентације Аустрије. Сусрет се одиграо у Бечу а Мађарска је изгубила са 3 : 1. То му је било једино учешће у репрезентативном дресу.

## Успеси
- НБ I
  - 2.: 1906/07, 1908/09
  - 3.: 1907/08
  - најбољи стрелац: 1906/07(21 гол)